# أزمة الطاقة في فنزويلا
شهدت فنزويلا عجزًا ملحوظًا في توليد الطاقة الكهربائية. تسبب الجفاف المطول والانخفاض الكبير في مستويات المياه في خزان محطة سايمون بوليفار الكهرمائية في هذه الأزمة. أثار تنفيذ برنامج تقنين كهربائي في جميع أنحاء البلاد باستثناء العاصمة كراكاس- من بين تدابير مختلفة للتغلب على الأزمة- جدلًا، وأُوقف رسميًا في يونيو 2010، بسبب استعادة مستويات المياه في الخزانات بسبب الأمطار، وبغرض عدم قطع بث كأس العالم 2010. استمر انقطاع التيار الكهربائي في المناطق الداخلية من البلاد- رغم وصول خزان غوري في 29 أغسطس 2010 إلى مستوى التشغيل الأمثل- بتواتر أقل وفترات أقصر، بسبب الأعطال في أجزاء أخرى من النظام. عُلقت حالة «الطوارئ الكهربائية» التي أقرتها الحكومة بتاريخ 21 ديسمبر 2009 في 30 نوفمبر 2010، إلا أن حكومة هوغو تشافيز أعلنت في 14 مايو 2011 بعد تعرض البلاد لانقطاعين كهربائيين على مستوى البلاد، عن خطة تقنين مؤقتة وأقرت بأن نظام الكهرباء يعاني من «نقاط ضعف في التوليد» لم يتوقعوا تجاوزها حتى نهاية العام.
سُيّست مشكلة الطاقة على نطاق واسع في فنزويلا، إذ ألقت حكومة تشافيز باللوم- إضافةً إلى الجفاف- على القطاعات الثرية من السكان في الأزمة أيضًا، مؤكدة أنها أهدرت الكهرباء. ردت المعارضة الفنزويلية بتحميل الحكومة نفسها المسؤولية، متهمة إياها بعدم القيام بالاستثمارات اللازمة لمواكبة نمو استهلاك الكهرباء في البلاد، فضلاً عن إهمال البنية التحتية للكهرباء، التي أُمّمت بالكامل قبل سنوات قليلة.
ساهمت أزمة الكهرباء في الأزمة الاقتصادية التي مرت بها فنزويلا منذ عام 2009 وفقًا للجنة الأمم المتحدة الاقتصادية لأمريكا اللاتينية ومنطقة البحر الكاريبي، وتعدّ ذات الدور الأكبر في الأزمة المستمرة في فنزويلا. أثرت هذه الأزمة أيضًا على الزيادة الملحوظة في الأصوات التي شهدتها المعارضة الفنزويلية في الانتخابات البرلمانية لعام 2010.

## الأسباب والخصائص
عانت فنزويلا- المصدر الرئيسي للنفط في أمريكا الجنوبية- من جفاف طويل أدى إلى انخفاض كبير في مستويات المياه في سدود محطات الطاقة الكهرمائية. بلغت نسبة الاعتماد على المحطات في استهلاك الطاقة الكهربائية حوالي 73% في عام 2009. زاد استهلاك الكهرباء في البلاد بنسبة 6% سنويًا، وهي نسبة تتجاوز معدل النمو في إمدادات الكهرباء التي رُكّبت.
تستمد فنزويلا معظم طاقتها من سد غوري في ولاية بوليفار على نهر كاروني، والذي يعدّ من أكبر السدود الكهرمائية في العالم، إذ استُمد 70-80% من طاقة فنزويلا من سد غوري اعتبارً من عام 2019.  بدأ انقطاع التيار الكهربائي في فنزويلا في عام 2010 على الأقل، إذ كتب خوان ناجل في فورين بوليسي عام 2016 أن المشاكل نتجت عن «الفساد الحكومي الهائل [...] وسياسات الطاقة الكارثية في البلاد». أفادت يونيفزيون أيضًا أن المشاكل في قطاع الطاقة نتجت عن الفساد «ونقص الصيانة والاستثمار». ذكر تقرير صادر عن منظمة الشفافية في فنزويلا أنه لم تحصل صيانة لمدة عشرين عامًا بدءًا من عام 1998. أدت البنية التحتية المتقادمة إلى تفاقم المشاكل، وأُسكت النقاد، إذ ألقى جهاز المخابرات البوليفاري القبض على زعيم نقابي لعمال الطاقة في الدولة في 2018 لتحذيره من احتمال انقطاع التيار الكهربائي.
كانت شركة إلكتريسيداد دي كاراكاس الخاصة مملوكة لشركة أي إي إس في الولايات المتحدة حتى عام 2007، إذ «كانت شبكة الكهرباء في فنزويلا موضع حسد من أمريكا اللاتينية في يوم من الأيام» وفقًا لصحيفة وول ستريت جورنال. أنشأ الرئيس آنذاك هوغو تشافيز شركة كوربولك التابعة للدولة عن طريق تأميم قطاع الكهرباء وطرد الصناعة الخاصة في عام 2007، فأصبحت الدولة مسؤولة بمفردها عن إمدادات الطاقة لأكثر من عشر سنوات. تفيد يونيفزيون أن تشافيز «اعترف بإخفاقات (...) مثل عدم توفر ما يكفي لمحطة توليد الطاقة الحرارية والقيود المفروضة على شبكة نقل الطاقة الكهربائية الوطنية وأنظمة التوزيع» فقد وقع مرسومًا في عام 2010 معلنًا «حالة الطوارئ لخدمة الكهرباء الوطنية». سرّع تشافيز مشاريع شركة كوربولك، وتجاوز مرحلة المناقصات العامة «سامحًا بالتعاقد عن طريق الإسناد المباشر» مما سهل الفساد.

### انخفاض مستويات خزان غوري
تعد محطة سايمون بوليفار الكهرمائية محطة الطاقة الرئيسية للنظام الكهرمائي، بقدرة توليد تبلغ 10000 ميغاواط، لكنها تولّد 5000 ميغاواط في الساعة فقط بعد تأثرها بالجفاف، إذ نخفض منسوب السد تسعة أمتار عن مستواه الأمثل مع حلول فبراير 2010.
لا يمكن تشغيل التوربينات في المحطة إذا انخفض مستوى خزان غوري إلى ما دون 240 مل، وستنخفض إمدادات الكهرباء في البلاد. توقعت الحكومة الوصول إلى هذا المستوى في مايو 2010 إذا لم تُتخذ الإجراءات، لذا بدأت في تنفيذ سلسلة من الإجراءات التي تسعى إلى تقليل الطلب على الكهرباء وتقليل اعتماد فنزويلا على محطات الطاقة الكهرمائية، وتغير هذا التاريخ المتوقع بحلول نهاية مارس 2010 ليصبح يونيو 2010.

كان الرئيس هوغو تشافيز أول من لاحظ إمكانية وصول خزان غوري إلى المستوى الحرج في 31 يناير 2010، وأكد أنه إذا لم تقلل الشركات من استهلاكها للكهرباء، «ستُترك 70% من البلاد بدون خدمة كهربائية». كان تشافيز أكثر تأكيدًا على ذلك في 9 مارس، عندما صرح بما يلي:
«إن غوري على بعد 13 مترًا مما يدعى مستوى الانهيار، وإذا وصلنا إلى هذه الحدود، فسيتعين إيقاف تشغيل محطات غوري التي تولد الكهرباء لنصف فنزويلا. هذا هو الواقع».
أعلن وزير الطاقة الكهربائية علي رودريغيس آراكي في 18 مارس، عدم حدوث انهيار كهربائي، وأنهم يخططون لتشغيل محطة سايمون بوليفار لتوليد الطاقة الكهرمائية دون مستوى الأمان، رغم اعترافه بوجود قيود في توليد الكهرباء، كما اتهم المعارضة الفنزويلية بأنها تسبب الخوف في نفوس السكان بالحديث عن «الانهيار». يعدّ العمل تحت هذا المستوى خطرًا لأن البخار يمكن أن يدخل التوربينات، وهي ظاهرة تعرف باسم التكهف، والتي يمكن أن تسبب أضرارًا ميكانيكية لها.
وصل خزان غوري إلى 8.79 مترًا فوق مستوى الانهيار بحلول 15 أبريل 2010، وارتفع مستواه في اليوم التالي بمقدار سنتيمتر واحد، وهي أول زيادة يُبلغ عنها بعد شهور. أكد وزير البيئة أليخاندرو هيتشر في 23 أبريل، أن نهر غوري سيصل إلى معدل ارتفاع طبيعي في غضون خمسة عشر أو عشرين يومًا، إلا أن الأزمة استمرت بسبب مشاكل في حديقة التوليد الحراري وخطوط النقل وفقًا للمدير العام السابق لمكتب تشغيل الأنظمة المترابطة ميغيل لارا، رغم إدراكه ضعف احتمالية انهيار غوري.